# Barrio de Santa María (Aguilar de Campoo)
Barrio de Santa María es una localidad de la provincia de Palencia (Castilla y León, España) que pertenece al municipio de Aguilar de Campoo.

## Geografía
Está situado en la Montaña Palentina, a 960 metros de altitud, en el llamado valle de Ordejón, junto al embalse de Aguilar sobre la carretera local P-2132, 1 km al norte de la también pedanía de Barrio de San Pedro, y 12 al oeste de Aguilar de Campoo, la capital municipal, en la comarca de Campoo.

## Demografía
Evolución de la población en el siglo XXI
| Gráfica de evolución demográfica de Barrio de Santa María entre 2000 y 2020 |
|                                                                             |
| Población de derecho (2000-2020) según el padrón municipal del INE          |

## Historia
En el año 1344, el Obispo Don Basco, ordena repartir los beneficios que hay en las iglesias de ese obispado, el documento está en el Archivo de la catedral, (armario 8, legajo 1); en el aparece la primera referencia escrita sobre Barrio de Santa María: " en Balde-Ordejon, en la eclesia de sanct Andres un preste e vn diacono e vn gradero, que son con la media racion del cura dos raciones e sexta. En las eglesias de santolalla e de Santa Maria vn Preste e vn Diacono e vn Gradero que son con la media racion del cura dos raciones e sexta.
En el Becerro de las Behetrías de 1352 se denominaba ya como la Serna de Santa María de Ordejón. Ordejón, según el Becerro, es el valle en el que se asientan Barrio de Santa María y Barrio de San Pedro y los actualmente desaparecidos Barrio de Santa Olalla, Barrios de Santiago y Barrio de San Felices.
En 1595, según la relación de vecindario que hicieron los señores párrocos por mandato del rey y que comunicaron al obispo de Palencia, don Fernando Miguel de Prado, existía una pila y 36 vecinos. Debe tenerse en cuenta que el significado de ‘vecino’ no es habitante sino el equivalente de familia, lo que pude traducirse en unos 120-130 habitantes.

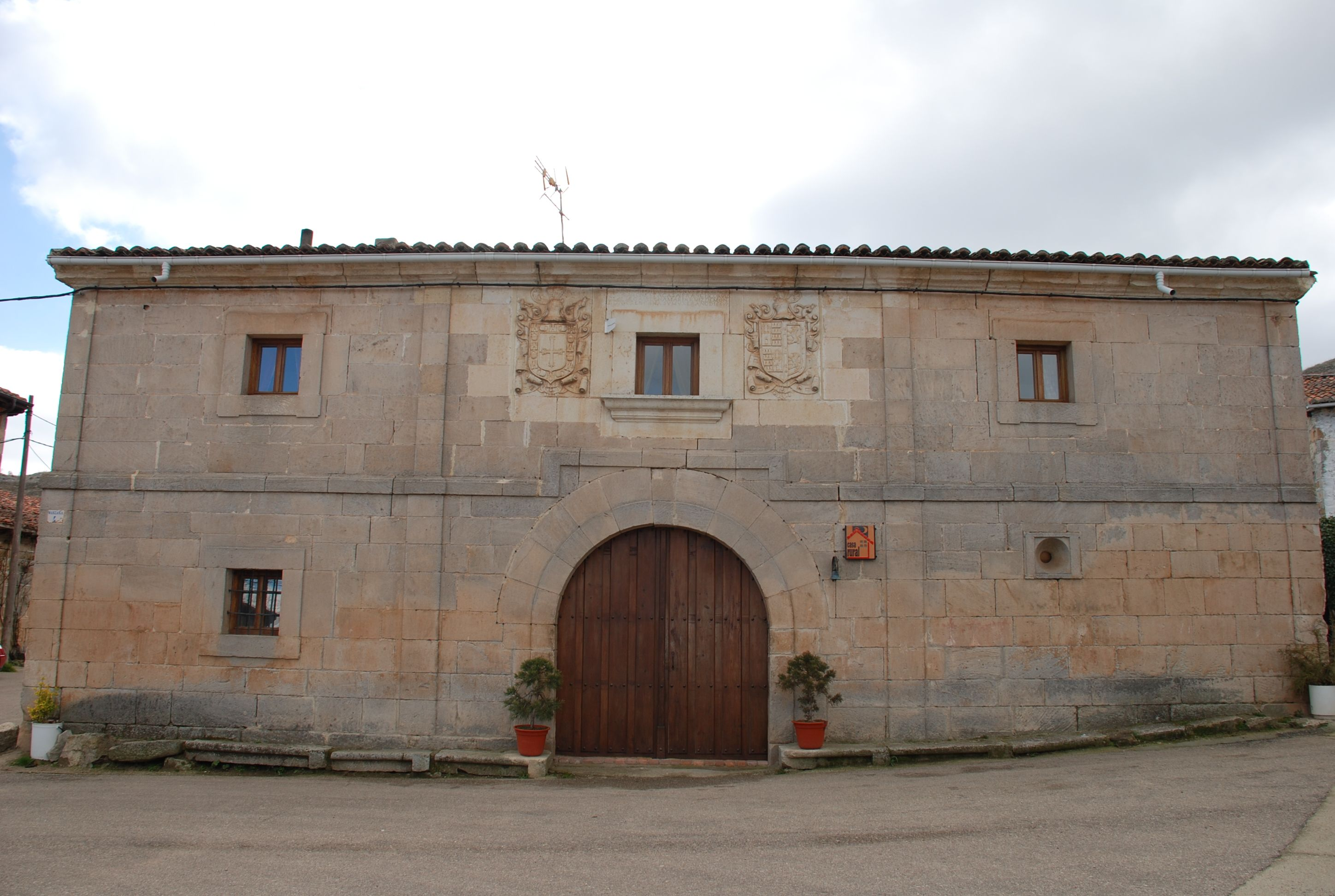
Casa solariega en el Barrio de Santa María.

En su casco urbano aparecen casonas hidalgas y torres fuertes, donde en sus fachadas se labran los blasones armados de los Monroy, Villegas y Doze (siglo XVII). Doña María Ruíz de Monrroy Lorenzana, viuda de Don Francisco Ruíz de Villegas, escribano público en el año 1660, fundó capellanía perpetua en la parroquia el 4 de febrero de 1676.
En el censo de 1842 contaba con 27 hogares y 140 vecinos.
El 31 de enero de 1863 se publicó en el boletín del obispado de Palencia la relación de parroquias que integran el arciprestazgo de Ordejón, compuesto por Barcenilla, Barrio de Santa María, Barrio de San Pedro, Fuenlada, Lomilla, Mudá, Quintana-Luengos, Quintanilla de Berzosa, Rueda, Salinas, San Cebrián de Mudá, Valoria de Ojeda, Vergaño y Vallespinosillo. En el año 1894 se cambia el nombre de arciprestazgo de Ordejón por el de arciprestazgo de Salinas de Pisuerga
A la caída del Antiguo Régimen la localidad se constituyó en municipio constitucional, para posteriormente integrarse en Barrio de San Pedro. Más tarde este último, y con él Barrio de Santa María, fue anexionado a Aguilar de Campoo.

## Fiestas
- Día 12 de febrero, Santa Eulalia virgen.

- Día 15 de agosto, Nuestra Señora de la Asunción.

## Patrimonio

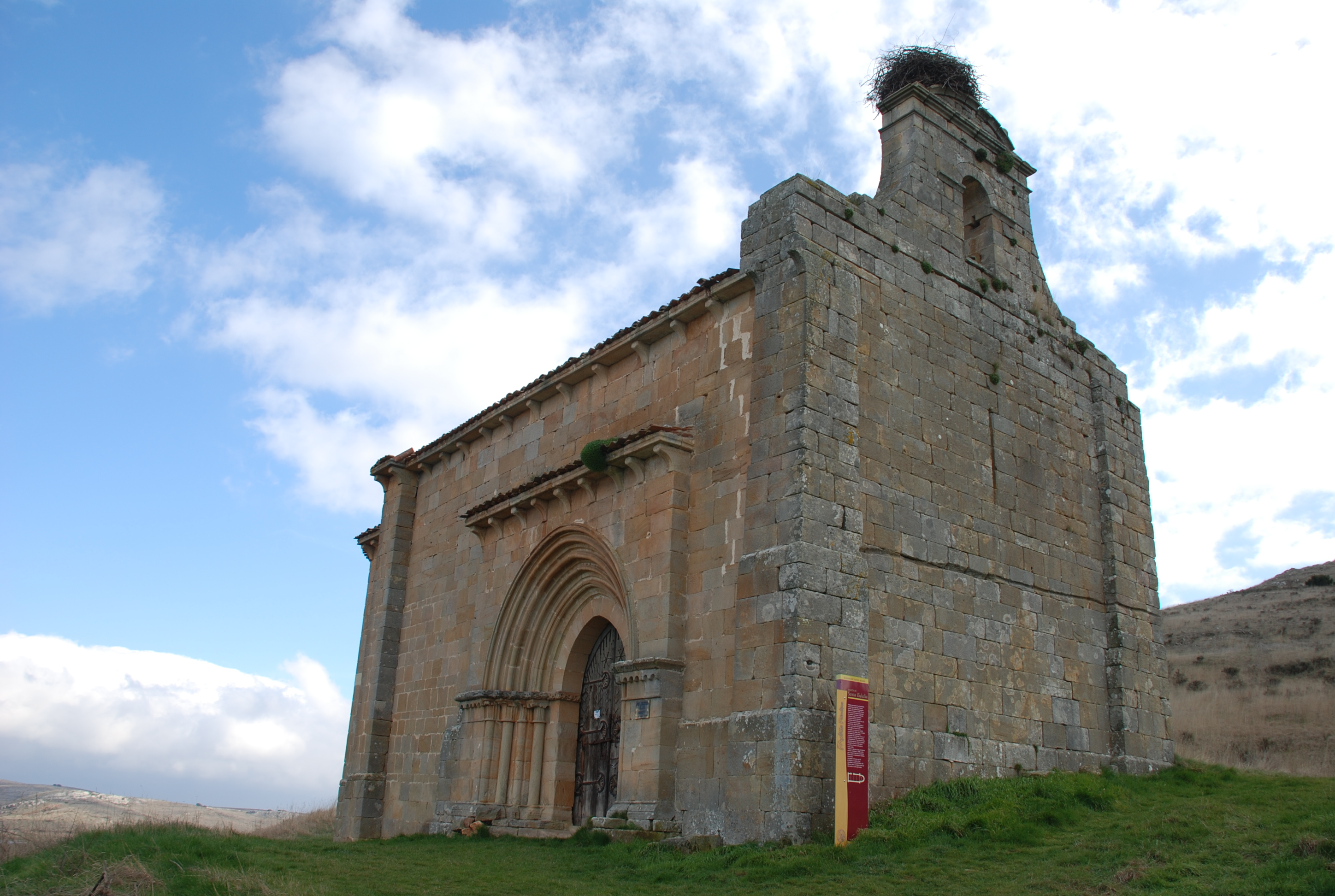
Ermita románica de Santa Eulalia.

- Iglesia parroquial de la Asunción: Sus restos románicos más antiguos (ábside) nos remiten al tercer cuarto del siglo XII. Posteriormente, pero aún en el siglo XII, se añadió la nave del evangelio. En pleno siglo XVI tuvo lugar la reforma global del edificio.

Durante la primavera y verano del año 2020 se renovó completamente  toda la cubierta de la nave y de la torre. 

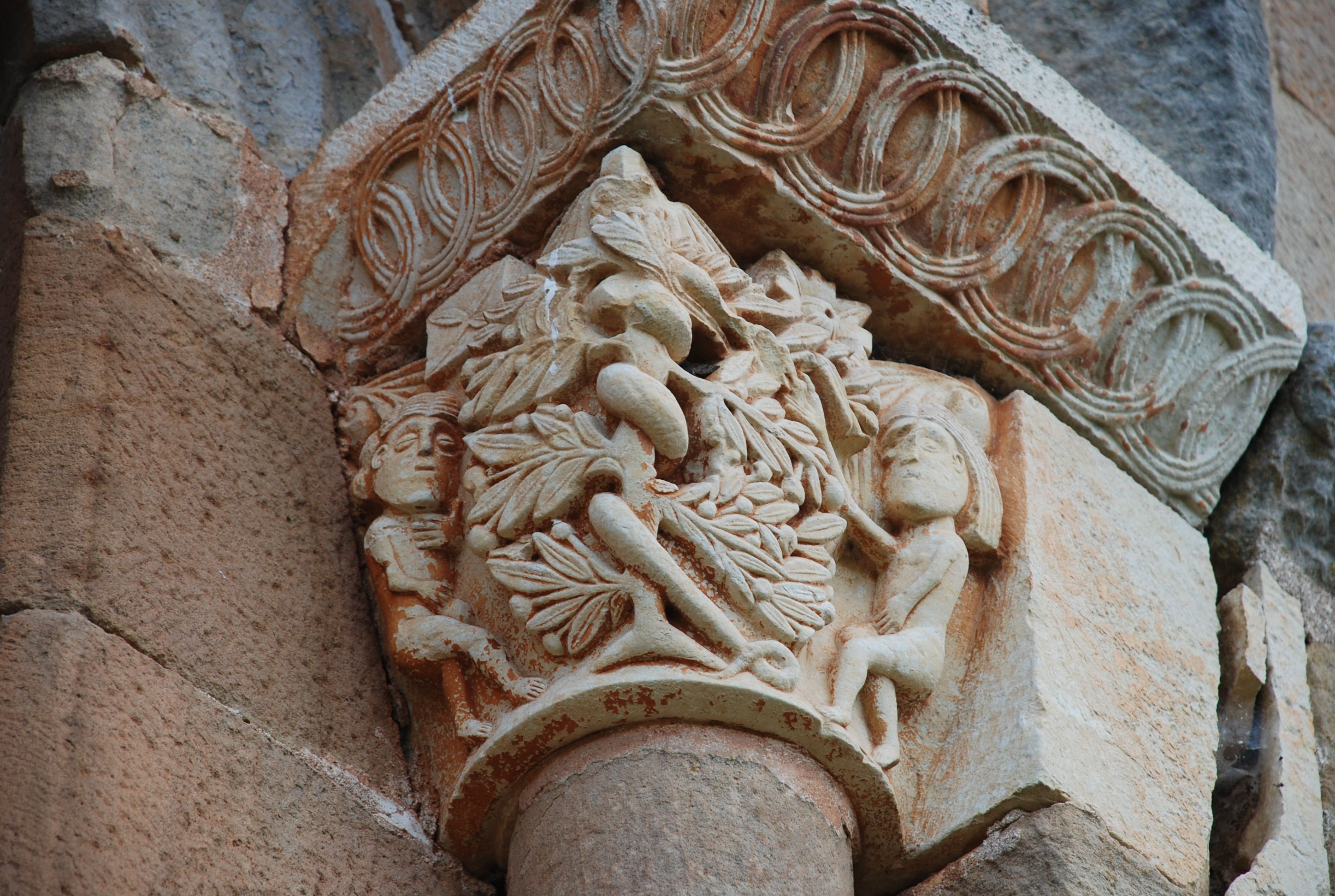
Capitel románico con la tentación de Adán y Eva por la serpiente en la ermita de Santa Eulalia de Barrio de Santa María.

- Ermita de Santa Eulalia: Edificio que pese a sus reducidas dimensiones, supone uno de los hitos más notables de todo el conjunto del románico norte de Castilla y León. Este templo de nave única y equilibradas proporciones destaca por su notable escultura. En su interior, en el área de la cabecera y muro sur, se conserva un conjunto de pinturas murales, con la temática del Juicio Final, siendo uno de los pocos ejemplos conservados en Palencia. Su cronología es anterior al de la iglesia parroquial, ya que se data entre los siglos XII y XIII, siendo sus pinturas algo más tardías, de finales del último siglo. Fue iglesia de un pueblo ya desaparecido que estaba ubicado justo debajo de esta en la cara norte del templo. En julio de 2011 se ha renovado el tejado, limpiado la piedra de sillería y arreglado de la puerta de entrada.

- Peña la Ruya: Montaña que domina el pueblo con 1214 metros de altitud y desde su cima se pueden observar 23 pueblos de la comarca. Su nombre es una declinación del cántabro y significa " peña roja" o "peña rojiza", lo que se debe al color que refleja el sol sobre la montaña. Es tradición para vecinos y montañeros subir a la peña y dejar notas en un buzón con una cigüeña de forja ubicado en el punto más alto para que el siguiente en subir las lea.